# Zbigniew Spruch

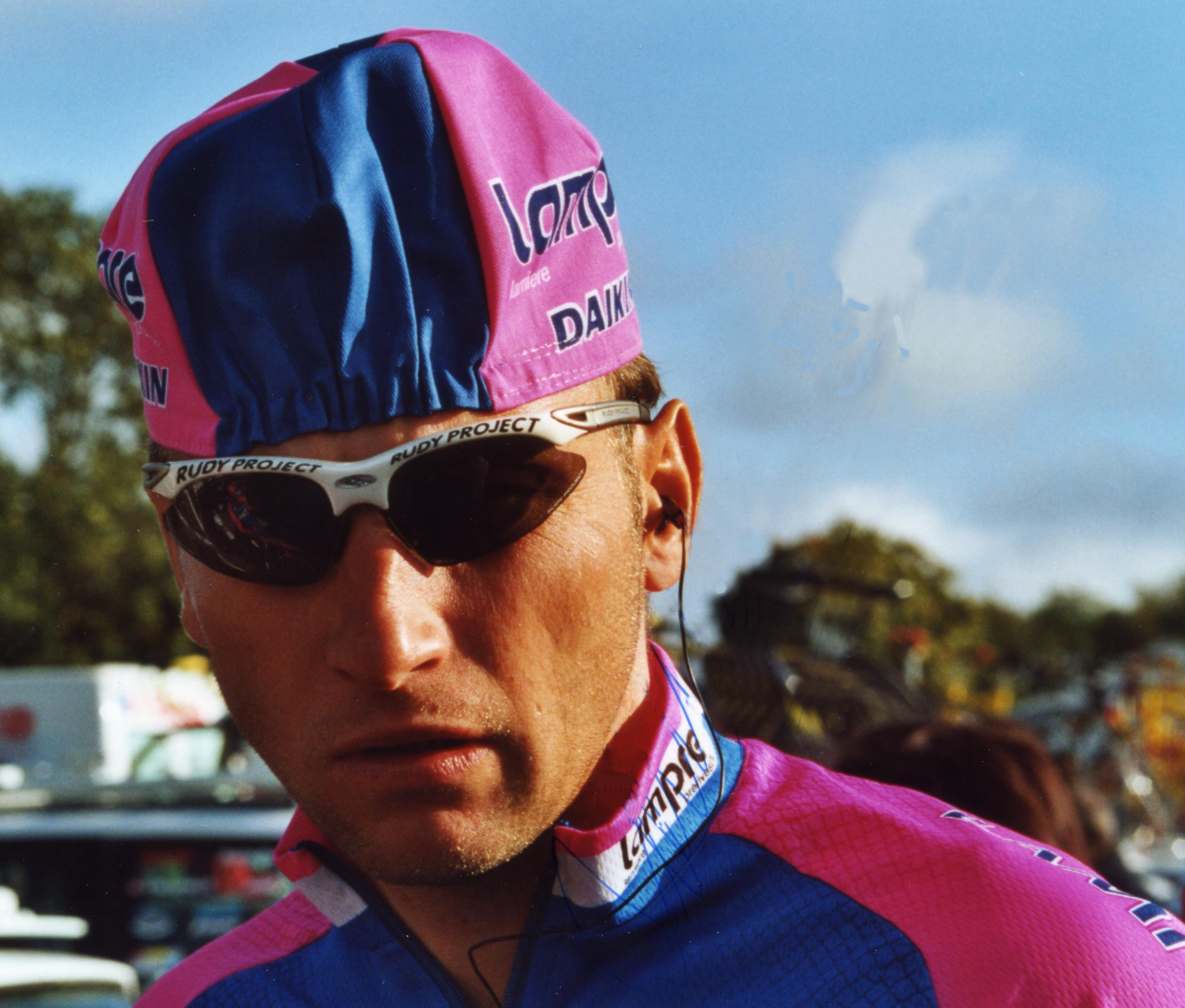
Zbigniew Spruch

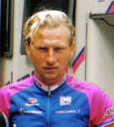
Zbigniew Spruch

Zbigniew Spruch (* 13. Dezember 1965 in Kożuchów, Polen) ist einer der bekanntesten polnischen Radrennfahrer, der sich vor allem bei den Frühjahrsklassikern einen Namen gemacht hat.

## Karriere
Spruch begann seine sportliche Karriere in den 1980er-Jahren im Radklub Trasa Zielona Góra. Später wechselte er zum Verein LZS Warschau. Er nahm an zahlreichen Amateurrennen teil und fiel sehr schnell den Radexperten ins Auge. In seiner Amateurlaufbahn, trainiert von einem der berühmtesten Radtrainer und Jugendförderer Polens, Kazimierz Prokopyszyn, erzielte er 120 Erfolge. Darunter: zwei Etappensiege bei der Friedensfahrt (der Tour de France des Ostens) und vier Tagessiege bei der Niedersachsen-Rundfahrt. Seinen ersten Auslandseinsatz für die polnische Nationalmannschaft hatte er 1985 bei der DDR-Rundfahrt, die er auf dem 48. Platz beendete.
Anfang der 1990er-Jahre, im Jahre 1992, unterschrieb Spruch seinen ersten Profivertrag mit der italienischen Mannschaft Lampre, für die er zehn weitere Jahre, abgesehen von zwei kurzen Intermezzos bei Panaria-Vinavil und Mapei, an den Start gegangen ist. Drei Jahre später feierte er den Gesamtsieg bei der Polen-Rundfahrt (Tour de Pologne). Dreimal fuhr er bei der Tour de France mit, allerdings ohne ein Zeichen setzen zu können.
Zweimal kämpfte Spruch als Kapitän im Trikot der polnischen Nationalmannschaft bei den Olympischen Sommerspielen: 1996 belegte er in Atlanta (USA) den neunten Platz, vier Jahre später wurde er Zwanzigster im Straßenrennen in Sydney.
Bei Paris–Tours wurde Spruch Dritter (1994). Bei Mailand-San Remo sprang er einmal aufs Treppchen (3. Platz 1999). Die Saison 1999 war überhaupt seine erfolgreichste. Spruch, obwohl er kein Rennen für sich entscheiden konnte, hat sich spätestens 1999 in der Profiszene etabliert: zweiter Platz auf einer Etappe der Fernfahrt Tirreno–Adriatico, zweiter Platz hinter Tom Steels bei dem Semi-Klassiker Gent–Wevelgem und ebenfalls ein zweiter Rang auf einem Tagesabschnitt bei Giro della Provincia di Lucca sprachen für sich. Ein großer Erfolg war der 2. Platz in der Vuelta Espana.
Im Jahre 2000 wurde Spruch Vizemeister im Straßenrennen bei der Rad-Weltmeisterschaft im französischen Plouay. Er unterlag nur dem Letten Romāns Vainšteins.

## Mannschaften
- 1992:Lampre-Colnago (Italien)
- 1993:Lampre-Polti (Italien)
- 1994:Lampre-Panaria (Italien)
- 1995:Lampre-Panaria (Italien)
- 1996:Panaria-Vinavil (Italien)
- 1997:Mapei-GB (Italien)
- 1998:Mapei-Bricobi (Italien)
- 1999:Lampre-Daikin (Italien)
- 2000:Lampre-Daikin (Italien)
- 2001:Lampre-Daikin (Italien)
- 2002:Lampre-Daikin (Italien)
- 2003:Lampre (Italien)

## Nach dem Radsport
Nachdem Spruch seine Karriere 2003 beendet hatte, arbeitete er gelegentlich fürs polnische Fernsehen als Radsportkommentator. In Zielona Góra (Polen) betreibt er noch bis heute ein Radgeschäft. Er war polnischer Nationaltrainer, 2006 stieg er in die sportliche Leitung des CCC-Polsat-Teams ein und 2009 setzte er sich mit Engagement für die Gründung der italienisch-polnischen Continental-Mannschaft Team Corratec ein.